# Febre hemorràgica vírica
Una febre hemorràgica vírica (FHV) és un tipus de zoonosi causada per diverses famílies de virus: Arenavirus, Filoviridae, Bunyaviridae, Flavivirus, Rhabdoviridae.
Les FHVs són infeccions agudes difícils de diagnosticar i distingir clínicament, que requereixen un diagnòstic de laboratori ràpid i eficaç per tractar de forma adequada al pacient i limitar el més aviat possible el risc de transmissió i aparició de casos secundaris, ja que originen epidèmies amb molta facilitat. Alguns dels agents etiològics de les FHVs causen malalties relativament lleus, com la nefropatia epidèmica escandinava (infecció per virus Puumala); mentre que altres, com els que afecten els països d'Àfrica com per exemple el virus d'Ebola, poden causar una malaltia greu i potencialment mortal. Aquestes malalties inclouen: la febre de Lassa, la malaltia pel virus de Marburg, la infecció pel virus Bas-Congo, la febre hemorràgica de l'Ebola la febre hemorràgica argentina (infecció per virus Junín), la febre hemorràgica coreana (infecció per virus Hantaan), la febre hemorràgica de Lujo (infecció per Lujo mammarenavirus, també anomenat virus Lusaka/Johannesburg), la febre hemorràgica pel virus Chapare, la febre hemorràgica pel virus Whitewater Arroyo, la febre hemorràgica d'Alkhurma o la febre hemorràgica de Crimea-Congo. Entre les més conegudes hi ha el dengue i la febre groga. Vegeu la taula de navegació de sota de tot de l'article per veure'n més.
El ventall de manifestacions clíniques de les FHVs és notablement divers, tot i que les més comunes en la majoria d'elles són: malestar general intens, febre, permeabilitat vascular, disminució del volum plasmàtic, limfopènia, trastorns de la coagulació i múltiples hemorràgies de graus i localitzacions dispars (petèquies, púrpures, equimosis, sagnat gingival, hematèmesi, melena, hematúria, epistaxi, hemoptisi). Les FHs por filovirus, flavivirus i bunyavirus es caracteritzen pel seu inici brusc, mentre que les provocades per arenavirus comencen d'una forma més insidiosa. En la patogènia d'aquestes febres la supressió de la resposta immunitària innata té un paper molt important, sent les cèl·lules presentadores d'antigen un objectiu crític de la infecció vírica inicial, fet que provoca durant la fase de virèmia secundària posterior un alliberament massiu i descontrolat de citocines induït per les cèl·lules T amb greus conseqüències multisistèmiques. Així mateix, en les FHVs els virus afecten directa i indirectament l'activitat i formació de les plaquetes a través de diversos mecanismes que inhibeixen les seves funcions per una banda i per una altra provoquen la destrucció dels megacariòcits que les originen.
Molts dels virus causants de FHVs es consideren potencials armes biològiques. El maneig i transport de les mostres provinents de malalts afectats per FHVs requereix un nivell de bioseguretat 4, excepte les corresponents al dengue (nivell 2) i la febre groga (nivell 3, menys les pertanyents a una infecció per la soca vírica 17D que té un nivell 2).